# Torrevecchia Teatina
Torrevecchia Teatina ist eine italienische Gemeinde (comune) mit 4211 Einwohnern (Stand 31. Dezember 2023) in der Provinz Chieti in den Abruzzen. Die Gemeinde liegt etwa 5 Kilometer nordöstlich von Chieti. Die östliche Gemeindegrenze bildet der Alento. Bis zur Adria sind es etwa 7,5 Kilometer in nordöstlicher Richtung.

## Wirtschaft und Verkehr
Seit 2004 ist Torrevecchia Teatina Sitz der Università telematica Leonardo da Vinci, einer privaten Hochschule, die neben Psychologie, Rechtswissenschaften, Erziehungswesen auch Gesundheitsmanagement anbietet.
In der Gemeinde werden Reben der Sorte Montepulciano für den DOC-Wein Montepulciano d’Abruzzo angebaut.
Die Autostrada A14 von Bologna nach Tarent begrenzt die Gemeinde im Nordosten.